# Not Fade Away
| Оценки критиков | Оценки критиков |
| Источник        | Оценка          |
| --------------- | --------------- |
| AllMusic        | Без оценки      |

«Not Fade Away» — песня Бадди Холли и группы The Crickets. Вышла на отдельном сингле в 1957 году (на оборотной стороне к песне «Oh, Boy!»)
В 1964 году песня стала хитом в исполнении британской группы Rolling Stones, чья версия достигла 48 места в США в Billboard Hot 100 и 3 места в Британии в национальном чарте синглов (UK Singles Chart). Это был не только первый большой хит группы в Британии, но и первое для неё попадание в американскую «Горячую сотню».
Кроме того, в 1973 году песню выпустила как сингл канадская рок-группа Rush. Это был дебютный сингл группы.
В 2004 году журнал Rolling Stone поместил песню «Not Fade Away» в исполнении Buddy Holly and the Crickets на 107 место своего списка «500 величайших песен всех времён». В списке 2011 года песня находится на 108 месте.

## Кавер-версии
- В 1964 году кавер Rolling Stones на песню стал хитом в Великобритании.  Это была сторона А первого сингла группы в США.  Записанный в январе 1964 года и выпущенный Decca Records 21 февраля 1964 года с "Little by Little" на стороне B, он стал их первым хитом в десятке лучших в Великобритании, заняв третье место. London Records выпустили эту песню в США 6 марта 1964 года в качестве первого сингла группы с "I Wanna Be Your Man" на стороне B. Сингл достиг 48-го места в чарте синглов Billboard Hot 100 США. Он также достиг 44-го места в чарте поп-синглов Cash Box в США и 33-го места в Австралии по данным Kent Music Report.
- The Grateful Dead регулярно исполняли «Not Fade Away» во время своих живых выступлений. Саму песню поместили в альбом "Grateful Dead"  на четвёртой стороне.